# Castelli de Saint-Marin
Le territoire de Saint-Marin est divisé administrativement en neuf castelli (« châteaux », pluriel de l’italien castello) reprenant les anciennes délimitations des seigneuries.
Chaque castello — qu'on peut également nommer « municipalité » (le terme de « commune » étant jugé impropre, et le terme « ville » se rapportant à une définition géographique plus importante que castello)[réf. nécessaire] — dispose d’un conseil municipal élu aujourd’hui par les habitants (autrefois nommé par l’autorité militaire), la Junte (Giunta), dont la présidence est assurée par un capitaine (capitano) élu tous les cinq ans et qui naguère, disposait uniquement d’une autorité militaire.

Castelli de Saint-Marin

| Châteaux (castelli) de Saint-Marin | Châteaux (castelli) de Saint-Marin | Châteaux (castelli) de Saint-Marin | Châteaux (castelli) de Saint-Marin | Châteaux (castelli) de Saint-Marin | Châteaux (castelli) de Saint-Marin |
| Code                               | Château (nom italien)              | Superficie km²                     | Habitants                          | Habitants                          | Habitants                          |
| Code                               | Château (nom italien)              | Superficie km²                     | 1986                               | 1996                               | 2013                               |
| ---------------------------------- | ---------------------------------- | ---------------------------------- | ---------------------------------- | ---------------------------------- | ---------------------------------- |
| 01                                 | Acquaviva                          | 4,86                               | 1 148                              | 1 264                              | 2 104                              |
| 02                                 | Chiesanuova                        | 5,46                               | 724                                | 866                                | 1 090                              |
| 03                                 | Domagnano                          | 6,62                               | 1 885                              | 2 207                              | 3 265                              |
| 04                                 | Faetano                            | 7,75                               | 738                                | 870                                | 1 179                              |
| 05                                 | Fiorentino                         | 6,56                               | 1 478                              | 1 798                              | 2 537                              |
| 06                                 | Borgo Maggiore                     | 9,01                               | 4 421                              | 5 358                              | 6 640                              |
| 07                                 | Saint-Marin                        | 7,09                               | 4 179                              | 4 350                              | 4 211                              |
| 08                                 | Montegiardino                      | 3,31                               | 557                                | 717                                | 911                                |
| 09                                 | Serravalle                         | 10,53                              | 6 995                              | 8 085                              | 10 601                             |